# Heinrich Krug
Heinrich Krug (ur. 22 września 1911 w Berlinie, zm. ?) – niemiecki waterpolista, wicemistrz olimpijski z Berlina.

## Kariera sportowa
Znalazł się w składzie reprezentacji Niemiec, która w 1936 zdobyła srebrny medal na olimpiadzie w Berlinie. Rozegrał jedno spotkanie.